# Irlanda normanda

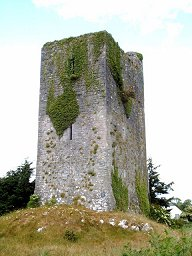
Una torre cerca de Quin. Los normandos consolidaron su presencia en Irlanda construyendo cientos de castillos y torres como esta.

El periodo medieval tardío en la isla de Irlanda estuvo marcado por la invasión cambro-normanda que se extendió entre 1169 y 1171, cuando Enrique II de Inglaterra desembarcó en Waterford y la proclamó «Ciudad Real». Durante el final de la era prenormanda, Irlanda había vivido en un estado de guerra intermitente entre reinos provinciales que se disputaban los recursos y el título de Rey Supremo. Esta situación cambió totalmente tras la llegada de los cambro-normandos primero y del rey de Inglaterra, Enrique II, después. Tras conquistar Inglaterra, los cambro-normandos dirigieron su atención hacia la isla de Irlanda, que convirtieron en señorío propiedad del rey de Inglaterra, tras conquistar gran parte de sus tierras.
De cualquier manera, con el tiempo, el control inglés se redujo a una pequeña zona de los alrededores de Dublín llamada La Empalizada. En el resto de la isla, los señores cambro-normandos que habían encabezado la invasión se integraron completamente en la sociedad gaélica irlandesa.

## Llegada de los normandos 1167-1185
Hacia el siglo XII, Irlanda estaba dividida políticamente en una cambiante jerarquía de pequeños reinos. El poder estaba concentrado en manos de unas cuantas dinastías regionales que competían entre sí por el control de la isla. En el Úlster, los Uí Néill del Norte gobernaban la mayor parte de la provincia, salvo el este, controlado por los Ulaid. Sus parientes, los Uí Néill del Sur, eran Reyes de Brega (condado de Meath), aunque este reino era frecuentemente ocupado por otros más poderosos. Los Uí Cheinnselaig gobernaban Leinster, tras haber arrebatado el reino a los Ui Dunlainge. Osraige, que era territorio de la familia Mac Giolla Phádraig había sido prácticamente absorbido por Leinster, mientras que el reino de Munster se hallaba dividido entre los Mac Carthy en el sur y los Uí Bhriain de Thomond al norte. En Connacht gobernaban los poderosos Uí Chonchubhair y en el medio de la isla, entre Connacht, Munster y Leinster, el pequeño Reino de Breifne sobrevivía como podía.
Tras quedarse sin la protección del Rey Supremo Muirchertach MacLochlainn - que murió en 1166 - el rey de Leinster Diarmait Mac Muchada (su anglicismo es Diarmuid MacMorrough) fue expulsado de su reino por una confederación de fuerzas irlandesas bajo el nuevo «Rey Supremo», Rory O'Connor de Connacht. Diarmuit huyó primero a Bristol y luego a Normandía, donde obtuvo permiso de Enrique II de Inglaterra para contratar mercenarios entre los aquellos barones normandos que fueran vasallos suyos para recuperar su reino. En 1167 había contratado los servicios de Maurice FitzGerald, tras lo que persuadió a Rhys ap Gruffydd Príncipe de Deheubarth para que liberara al medio-hermano de Maurice, Robert FitzStephen que también participó en la invasión. Pero el apoyo más importante fue el del conde de Pembroke, Richard FitzGilbert de Clare conocido popularmente como Strongbow.
El primer normando en poner un pie en Irlanda fue Richard Fitz Godbert de Roche en 1167, pero no fue hasta 1169 cuando las principales fuerzas normandas, Galesas y Flamencas desembarcaron en Wexford. Leinster fue conquistado rápidamente y Waterford y Dublín quedaron bajo control de Diarmait. Mac Murrough ofreció a su hija Aoife en matrimonio a Strongbow, que se convirtió en su yerno y heredero. Esto último no fue del agrado de Rey Enrique II de Inglaterra, quien, ante la posibilidad de la creación de un estado normando rival en Irlanda se apresuró a visitar Leinster y establecer su autoridad.

### La bula papal y la invasión del rey Enrique
El Papa Adriano IV (el primer y único papa inglés), en uno de sus primeros actos había publicado una bula papal en 1155, autorizado a Enrique a invadir Irlanda para frenar la corrupción y los abusos eclesiásticos. De cualquier manera, se hizo poco uso de la bula papal Laudabiliter pues su texto implicaba que el papa disfrutaría de suzeranía no sólo sobre la isla de Irlanda sino sobre todas las islas de la costa Europea, incluyendo Gran Bretaña, en virtud de la donación de Constantino. El texto relevante dice: "De verdad no hay duda, como su alteza ha comprobado, que Irlanda y todas aquellas islas que Cristo el Sol de lo que es Correcto ha iluminado, y que han recibido las doctrinas de la fe Cristiana, pertenecen a la jurisdicción de San Pedro y de la Santa Iglesia Romana". Las referencias a Laudabiliter se vuelven más frecuentes en el siguiente periodo Tudor cuando las investigaciones de los estudiosos del humanismo renacentista dudaron de la historicidad de la donación Constantina.
Enrique desembarcó con una gran flota en Waterford en 1171, convirtiéndose en el primer rey de Inglaterra en poner pie en suelo irlandés. Ambas Waterford y Dublín fueron proclamadas Ciudades Reales. El sucesor de Adriano, el Alejandro III ratificó la donación de las tierras irlandesas a Enrique en 1172. Enrique le otorgó los territorios irlandeses a su hijo más joven Juan con el título de Dominus Hiberniae («señor de Irlanda»). Cuando Juan sucedió a su hermano inesperadamente como rey Juan, el «Reino de Irlanda» recayó directamente en la Corona Inglesa.
Enrique fue reconocido por la mayoría de los Reyes irlandeses, que vieron en él una oportunidad para frenar la expansión de Leinster y de los Hiberno-normandos. Esto llevó a la ratificación del Tratado de Windsor (1175) entre Enrique y Rory O'Connor. Sin embargo, tras las muertes de Strongbow y de Diarmuid (en 1171 y 1176), con Enrique de vuelta en Inglaterra y O'Connor incapaz de frenar a los invasores, el Tratado se convirtió en papel mojado. John de Courcy atacó y conquistó gran parte del este de Úlster en 1177, Raymond le Gros tomó Limerick y el norte de Munster, y el resto de familias normandas tales como Prendergast, FitzStephen, FitzGerald, FitzHenry y le Poer se dedicaron a conquistar y gobernar sus propios reinos.

### Impacto de la invasión normanda
Lo que ocurrió en Irlanda en los últimos años del siglo XII y primeros del siglo XIII fue un cambio en los regímenes de propiedad y colonización de la tierra. La invasión Cambro-Normanda trajo consigo la creación de ciudades amuralladas, castillos e iglesias, la importación de arrendatarios y el desarrollo de la agricultura y el comercio.
 Los Normandos alteraron la sociedad Gaélica a través el uso eficiente de la tierra y la introducción del feudalismo en un mundo basado en el sistema de clanes y en la propiedad y cultivo comunales de la tierra. El feudalismo nunca arraigó en gran parte de Irlanda, pero fue un intento de introducción de la economía monetaria en un país que comerciaba usando el sistema de trueque. Los normandos que se asentaron en zonas apartadas de Dublín, terminaron adoptando la lengua y las costumbres irlandesas, realizando matrimonios interraciales, lo que provocó que los irlandeses acabaran por «Normandizarse». Muchos irlandeses actuales llevan apellidos derivados de los normandos, aunque son mucho más abundantes en Munster y Leinster, donde la presencia normanda fue más intensa.
El sistema de condados fue introducido en 1297, aunque el último de los condados no fue delimitado hasta 1610. Al igual que en Inglaterra, los normandos unieron el concepto continental de condado con el inglés de Shire. Las ciudades fueron, quizá, la más importante de las contribuciones normandas. A partir del de Dublín, en 1192, se dieron fueros reales a varias poblaciones con el propósito de proteger el comercio y atraer población a estas comunidades.
La iglesia trató de aplicar los preceptos de la reforma gregoriana, sustituyendo el sistema basado en monasterios por uno con «estructura diocesana», organizado en diócesis y parroquias. En el periodo que va de 1172 a 1348 se construyeron cientos de iglesias. El primer estudio acerca de la riqueza de las iglesias se realiza en 1303, para la implantación del sistema de diezmos. Sin embargo, la aplicación de la ley canónica solía quedar restringida a las áreas bajo control normando.
El sistema tradicional legal irlandés, las Leyes Brehon continuó siendo utilizado en las zonas fuera del control central, pero los normandos introdujeron las reformas de Enrique II de Inglaterra que contemplaban penas como la prisión para los criminales. El sistema de Brehon, presente en otras culturas del norte de Europa se basaba en la imposición de multas, cuyo importe se determinaba en función del crimen y del estatus de la víctima.
Si bien el impacto político de la conquista normanda fue considerable, también fue inestable y poco uniforme, y los sucesos de los años 1315-1348 se encargaría de poner de manifiesto la debilidad de esta ocupación.

## El Señorío de Irlanda 1185-1254

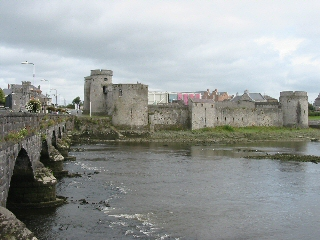
El Castillo del Rey Juan está en el banco sureño del Río Shannon. Fue construido en el bajo las órdenes del Rey Juan de Inglaterra.

Inicialmente los normandos consiguieron controlar grandes territorios en Irlanda, asegurando la costa este, desde Waterford hasta el este de Úlster y penetrando al oeste hasta Galway y Mayo. Entre las familias más poderosas estaban los Geraldine, los Butler y los Burke, quienes controlaban vastos territorios con total independencia de los gobernantes de Dublín o Londres. El Señor de Irlanda era el Rey Juan, quien, en sus visitas en 1185 y 1210, había ayudado a asegurar militar y administrativamente las áreas bajo control normando, mientras que al mismo tiempo trataba de ganarse la lealtad de los reyes irlandeses; muchos, como Cathal Crobhdearg Ua Conchobair, le debían el trono.

### Invasión contenida
Los normandos también tuvieron suerte de tener líderes del calibre de los Butler, Marshall, de Burgh, de Lacy y de Broase, así como de tener las cabezas dinámicas de las primeras familias. Otro factor fue que tras la pérdida de Normandía en 1204, Juan tuvo más tiempo para dedicarse a los asuntos irlandeses, y lo hizo efectivamente aunque a distancia.
De cualquier manera, los Hiberno-Normandos tuvieron que hacer frente a una serie de circunstancias y problemas que retrasaron, y finalmente detuvieron, su expansión:
En primer lugar, muchos Señores nativos irlandeses, hostigaron continuamente a los normandos; esto, en el mejor de los casos, suponía unos gastos importantes y una merma de sus recursos y en el peor, podía acabar con la conquista irlandesa del territorio ocupado por los normandos. Por otra parte, los bandazos en la política inglesa durante los reinados de Enrique III y su sucesor, Eduardo I (quienes estaban más ocupados de lo que pasaba en Inglaterra, Gales, Escocia y en el continente) privaron de apoyo inglés a los colonos normandos en la isla. En tercer lugar, la división entre las propias filas de los normandos, que propiciaba continuas guerras entre los De Burgh, FitzGerald, Butler y de Bermingham. Finalmente, la división de estados entre herederos dividió los Señoríos Normandos en unidades más pequeñas y menos formidables.
La política y eventos en la Irlanda Gaélica acabaron por atraer a los colonos a la órbita de los irlandeses, lo que en ocasiones llevaba a pactos entre irlandeses y normandos contra un enemigo común, fuera del bando que fuera.

## Resurgimiento Gaélico y declive normando 1300-1536
Durante el siglo XIV, la Irlanda Hiberno-Normanda se vio enfrentada a tres acontecimientos clave.
- El primero fue la invasión de Irlanda por Edward Bruce de Escocia en 1315, que consiguió el apoyo de muchos irlandeses contra la presencia Inglesa en Irlanda. Aunque Bruce fue finalmente derrotado en la batalla de Faughart, cerca de Dundalk, durante los tres años que duró la campaña sus tropas asolaron y saquearon el país, especialmente el área colonizada alrededor de Dublín. En medio del caos, los señores irlandeses locales recuperaron grandes cantidades de tierra que habían sido arrebatadas a sus familias durante la conquista y las retuvieron después del fin de la guerra.
- El segundo fue el asesinato de William Donn de Burgh, III conde de Úlster, en junio de 1333. Esto llevó al reparto de sus tierras entre sus familiares, lo que acabó degenerando en una guerra civil que llevó a que la rama familiar situada en Connacht se rebelara contra la Corona y se aliara abiertamente con los irlandeses, por lo que toda la Irlanda al oeste del Shannon dejó de estar virtualmente bajo control hiberno-normando. Tendrían que pasar doscientos años para que los Burke, como ahora se hacían llamar, firmaran las paces y colaboraran de nuevo con la administración de Dublín.

La Muerte Negra rápidamente expandida en la mayoría del mar y rutas de comercio Europeo. Alcanzó Irlanda en 1348 y diezmó los asentamientos hiberno-normandos.

- La tercera calamidad para la presencia Inglesa en Irlanda durante el Medievo fue la Peste Negra, que llegó a Irlanda en 1348. Debido a que la mayoría de los habitantes ingleses y normandos de Irlanda vivían en pueblos y villas, la enfermedad se cebó en ellos con más intensidad que con los nativos irlandeses, que vivían en asentamientos rurales más dispersos. Un recuento célebre de un monasterio en Kilkenny narra la plaga como el inicio de la extinción de la humanidad y el fin del mundo. La plaga fue una catástrofe para los habitantes ingleses del país y, tras el final de la peste, el idioma y las costumbres Gaélico-Irlandesas volvieron a arraigar y expandirse por la isla. El área bajo control Inglés se redujo hasta convertirse en la Empalizada, un área fortificada alrededor de Dublín.

Además, el resurgimiento gaélico se vio favorecido por los continuos incidentes políticos y personales contra los hiberno-normandos, pero especialmente por la indignación ante el abandono y los horrores que las sucesivas hambrunas habían traído. Expulsados de las tierras fértiles, los irlandeses fueron obligados a sobrevivir en zonas marginales, lo que les dejaba en situaciones muy precarias durante malos años de cosecha (tales como 1271 y 1277) o en un año de hambruna (periodo de 1311-1319).
Más allá de la empalizada, los señores hiberno-normandos adoptaron el lenguaje y la tradición irlandesa, llegando a ser conocidos como ingleses viejos, y en las palabras de un comentarista Inglés contemporáneo, se volvieron más irlandeses que los mismísimos irlandeses. Durante los siguientes siglos se aliaron con los nativos irlandeses en conflictos políticos y militares con Inglaterra y generalmente siguieron siendo católicos después de la Reforma. La preocupación entre las autoridades de la Empalizada por la gaelización de la isla creció hasta el punto de que, en 1366, un parlamento reunido en Kilkenny, elaboró y promulgó los conocidos como Estatutos de Kilkenny, prohibiendo a la población anglo-normanda el uso del idioma, o la adopción de ropas y costumbres irlandesas, así como los matrimonios entre familias inglesas e irlandesas. Debido a que el gobierno de Dublín tenía en realidad poca autoridad, los estatutos no tuvieron mucho efecto, aunque el hecho de promulgarlos constituye en sí mismo un reconocimiento de la difícil situación de la administración.
A lo largo del siglo XV, estas tendencias continuaron afectando a la isla, a medida que la  autoridad de gobierno central disminuía. La monarquía de Inglaterra estuvo sumida en una profunda crisis durante la Guerra de las Rosas, y como resultado la implicación inglesa en los asuntos de Irlanda se vio tremendamente disminuida. Sucesivos reyes de Inglaterra delegaron su autoridad constitucional sobre el señorío en la poderosa familia de los FitzGerald, condes de Kildare, que combinaban el uso de la fuerza y de la negociación con señores y clanes para mantener el equilibrio en la isla, lo que alejó aún más a la corona de los asuntos de Irlanda. Al mismo tiempo, los señores gaélicos locales y los nobles anglo-normandos gaelizados ampliaron su poder a costa del gobierno central de Dublín, creando una política extraña a los modos ingleses y que no fue erradicada hasta la conclusión de la reconquista efectuada por los Tudor.